# (1744) Harriet
(1744) Harriet es un asteroide perteneciente al cinturón de asteroides descubierto el 24 de septiembre de 1960 por Ingrid van Houten-Groeneveld, Cornelis Johannes van Houten y Tom Gehrels desde el observatorio del Monte Palomar, Estados Unidos.

## Designación y nombre
Harriet se designó al principio como 6557 P-L.
Más adelante fue nombrado en honor de la esposa del astrónomo estadounidense Paul Herget (1908-1981).

## Características orbitales
Harriet está situado a una distancia media del Sol de 2,229 ua, pudiendo acercarse hasta 1,959 ua y alejarse hasta 2,499 ua. Su inclinación orbital es 4,408° y la excentricidad 0,1212. Emplea 1216 días en completar una órbita alrededor del Sol.